# Leib Naidus
Leib Naidus (en yiddish : לייב ניידוס ; en russe : Лейб Найдус, Leïb Naïdous), né le 6 novembre 1890 à Grodno et mort dans la même ville le 23 juillet 1918, est un poète juif russe de langue yiddish.

## Biographie
Leib Naidus nait à Grodno (maintenant Hrodna en Biélorussie), qui fait à l'époque partie de l'Empire russe, dans une famille juive aisée. Son père Isaac et sa mère Rachil Naidus sont des partisans de la Haskala, le mouvement des Lumières juif. Il passe la majeure partie de son enfance dans un spacieux domaine, près du lieu de sa naissance, avec des tuteurs privés pour des études juives et générales. Plus tard, il suit des cours dans des écoles russes, mais n'obtient aucun diplôme. Il écrit en russe, en hébreu et en yiddish dès son plus jeune âge, et publie des poèmes dans la presse russe provinciale. Un recueil de ses poèmes de jeunesse en russe reste inédit.  
Naidus commence à publier en yiddish en 1907 et dès lors il ne le fera plus que dans cette langue. Ses poèmes apparaissent dans les publications littéraires yiddish des villes de Varsovie et de Vilna. En 1908, il s'installe à Vilna où il contribue régulièrement par des articles légers et des poèmes à la presse yiddish locale. Son premier livre de poésie, Lirik : Erschtes Buch (« Lyrique : livre premier ») est publié en 1915 à Iékatérinoslav (maintenant Dnipro en Ukraine) après avoir été imprimé à Vilna, mais en raison de la guerre, son accueil critique est assez limité. S'il écrit aussi de la poésie pour enfants, il se consacre surtout à la traduction de poèmes principalement du russe et du français en yiddish, mais aussi à partir d'autres langues. Sa traduction du roman Eugène Onéguine d'Alexandre Pouchkine, restée inachevée, ainsi que celle d'une sélection de poèmes des Fleurs du mal de Charles Baudelaire, ne seront publiées qu'après sa mort. 
Pendant la Première Guerre mondiale, Naidus retourne à Grodno où il participe aux activités culturelles yiddish de la région, donnant des conférences et des lectures publiques. Il meurt de la diphtérie à l'âge de 28 ans. Il est enterré dans l'ancien cimetière juif de Grodno, où sa tombe subsiste jusqu'aux années 1960, au cours desquelles le terrain est nivelé pour la construction d'un stade. Sa mort soudaine contribue grandement à l'image que se feront plus tard de lui les cercles culturels yiddish : un poète fauché en pleine jeunesse sans avoir eu la possibilité de réaliser son plein potentiel. 
Grâce aux efforts de ses amis, et notamment de l'écrivain Avrom Zak (1891-1980), la majorité de son héritage littéraire est publiée à Varsovie à titre posthume : Dos Buch fun Poemen (« Le Livre des poèmes »), publié en 1923 ; Litwische arabeskn (« Arabesques lituaniennes ») en 1924 ; Lirik (« Poésie lyrique »), qui inclut une réimpression de sa première œuvre, en 1926 ; Russische dichtung : Puschkin un Lermontow (« Poésie russe : Pouchkine et Lermontov ») en 1926 ; et Fun Welt-Parnas (« Du Parnasse mondial ») en 1928. Une sélection de ses poèmes apparait dans la série Musterwerk fun der Yidischer Literatur en 1958.

## Critique de l'œuvre de Naidus
« La critique littéraire concernant l'œuvre de Naidus pose la question de savoir à quel point il a atteint son objectif d'enrichissement des dimensions esthétiques de la poésie yiddish. Certains critiques affirment que ses vers souffrent d'une ornementation superficielle. Naidus a en permanence proclamé que ses efforts artistiques étaient novateurs et a déclaré avec audace : Je suis le seul qui a trouvé / dans notre langue maternelle l'agréable sonorité. Son œuvre est en effet unique par rapport au large éventail de poésie yiddish de son époque : bien qu'il écrive sur des thèmes nationaux, ils ne sont pas primordiaux dans sa poésie, et des motifs alors répandus, comme la vie au shtetl, la pauvreté et le besoin, sont presque complètement absents de ses poèmes. D'autre part, son attrait pour l'orientalisme et l'exotisme joue un rôle important dans son œuvre. La nature est au centre de ses poèmes, qui sont truffés d'éléments panthéistes. Ses poèmes d'amour rappellent souvent la culture bourgeoise des flirts joyeux, mais se distinguent de la poésie yiddish de ses contemporains en ce que le poète évite les sentiments d'infériorité érotique et chante ses désirs à pleine voix.

Le langage poétique de Naidus est marqué par l'abondante utilisation de mots d'origine internationale et reflète l'ampleur des horizons culturels du poète. Les allusions à la mythologie grecque, les motifs orientaux et les éléments culturels d'Europe de l'Ouest jouent un rôle central dans ses poèmes. Son utilisation fréquente de sonnets, d'octaves, de triolets et d'autres formes métriques complexes a pour but d'enrichir la poésie yiddish dans tous ses aspects. La poésie de Naidus tente de créer le sentiment d'une large gamme de possibilités, presque infinie, que le poète a rencontrée, une impression de richesse, de plénitude et d'abondance culturelle et émotionnelle. »